# Bretteville
Bretteville é uma comuna francesa na região administrativa da Normandia, no departamento Mancha. Estende-se por uma área de 5,79 km². Em 2010 a comuna tinha 1 100 habitantes (densidade: 190 hab./km²).